# 目の愛護デー
目の愛護デー（めのあいごデー）とは、中央盲人福祉協会が制定した記念日。毎年10月10日。

## 制定
1931年に中央盲人福祉協会が定めた視力保存デーが前身。内務省や文部省が視力保存デーの活動を支援していた。1938年から1944年は、日本眼科医会からの申し出もあり9月18日が「目の記念日」として定められていたが、1947年に10月10日が目の愛護デーと制定された。現在では、厚生労働省主催で目の健康を維持するための様々な活動が行われる日となっている。
10月10日である理由は、「10」を横に倒すと眉と目に見えることから。